# 1. FC Mülheim
1.FC Mülheim-Styrum 1923 e.V. – niemiecki klub piłkarski z siedzibą w mieście Mülheim an der Ruhr, występujący w Kreislidze A (region Westfalia), stanowiącej dziewiąty poziom rozgrywek w Niemczech.

## Historia
Klub został założony w 1923 roku jako 1. Fußballclub Mülheim-Ruhr-Styrum w wyniku odłączenia się sekcji piłkarskiej od klubu Spielvereinigung Oberhausen und Styrum. W 1972 roku po raz pierwszy awansował do drugiej ligi, którą była wówczas Regionalliga (grupa West). Występował w niej przez dwa sezony, a następnie, w 1974 roku wszedł w skład nowo utworzonej 2. Bundesligi (grupa Nord). W sezonie 1975/1976 zajął w niej 17. miejsce i spadł z ligi.

## Występy w lidze
| Sezon     | Poziom | Liga               | Miejsce      |
| --------- | ------ | ------------------ | ------------ |
| 1972/1973 | II     | Regionalliga West  | 8.           |
| 1973/1974 | II     | Regionalliga West  | 4.           |
| 1974/1975 | II     | 2. Bundesliga Nord | 11.          |
| 1975/1976 | II     | 2. Bundesliga Nord | 17. (spadek) |